# Exoprosopa ahtamara
Exoprosopa ahtamara är en tvåvingeart som beskrevs av Dils och Hikmet 2007. Exoprosopa ahtamara ingår i släktet Exoprosopa och familjen svävflugor.
Artens utbredningsområde är Turkiet. Inga underarter finns listade i Catalogue of Life.